# 美兰站 (海南)
美兰站位于海南省海口市美兰区，是海南东环铁路的一个地下车站，随着海南东环铁路于2010年12月30日通车，该站也同时启用，距离海口市区16公里，位於美兰机场旁，车站站房与美兰机场航站楼间设有一条长330米、宽12米的地下换乘通道，在海口美兰国际机场下飞机後可通过地下换乘通道，换乘列车前往海南东环铁路各站，实现了航空与城际铁路两种交通工具的无缝衔接。

## 车站结构
| B1 | 站厅层   | 售票处、进站口、候车区、出站口、连接海口美兰国际机场通道 |
| B2 | 1站台    | 海南东环铁路 往海口方向（海口东站）                      |
| B2 | 岛式站台 |                                                          |
| B2 | 2站台    | 海南东环铁路 往海口方向（海口东站）                      |
| B2 | 3站台    | 海南东环铁路 往三亚方向（文昌站）                        |
| B2 | 岛式站台 |                                                          |
| B2 | 4站台    | 海南东环铁路 往三亚方向（文昌站）                        |